# Томас Кук
Томас Кук (англ. Thomas Cook, 22 листопада 1808, Мельбурн, Англія — 18 липня 1892, Берген, Норвегія) — британський підприємець. Прославився тим, що винайшов організований туризм і в 1841 році відкрив перше в історії туристичне агентство, зараз відоме як Thomas Cook Group.

## Ранні роки
Томас Кук був сином Джона і Елізабет Кук з Мельбурна в Дербіширі (Англія). Перша дитина в родині, він був названий на честь батька по матері, Томаса Перкінса. Його батько помер, коли Томасу було три роки, того ж року його мати одружилася з Джеймсом Смітхардом.
У 10 років Томас Кук почав працювати підручним у городника з платнею 6 пенсів на тиждень. У 14 років він поступив учнем до Джона Пеггі і п'ять років пропрацював столяром. Він був переконаним баптистом і членом регіонального Товариства Тверезості. У лютому 1826 року він став проповідником, багато їздив по окрузі, поширюючи літературу, і час від часу підробляв столярними роботами. Він опублікував кілька брошур на теми баптизму і тверезості, і в 1828 році став баптистським священником.
В 1832 році Томас Кук переїхав на вулицю Адама і Єви в місто Маркет-Харбор (Лестершир). У новий рік (1833) під впливом місцевого баптистського священника Френсіса Бердселла Томас прийняв обітницю тверезості. У рамках руху за тверезість він організовує кілька зборів і антиалкогольних процесій.
В 1833 році він одружився з Маріаною Мейсон. 13 січня 1834 народився їхній єдиний син Джон Мейсон Кук.

## Винахід організованого туризму
Кук розробив туристські маршрути по багатьох європейських містах. У 1865 році він відкрив для співвітчизників Новий Світ, а для американців — батьківщину їх предків. Діяльність здійснювалася через агентство «Томас Кук і син», — першої контори, що спеціалізувалася на організації туристичних поїздок. Одним з перших американських клієнтів фірми став Марк Твен.
Коли в 1892 році засновник організованого туризму помер, його статки оцінювалися в 2497 фунтів — непоганий результат для людини, що почала працювати за 6 пенсів на тиждень.

## У літературі
Ім'я Кука стало широко відоме після того, як С. Маршак згадав його у своєму вірші «Містер Твістер»:
|  | Є за кордоном контора Кука. Якщо вас здолає нудьга І ви захочете побачити світ - Острів Таїті, Париж і Памір, - Кук для вас в одну хвилину На кораблі приготує каюту, Або накаже подати літак, Або верблюда за вами пришле, Дасть вам кімнату в найкращому готелі, Теплу ванну і сніданок в ліжку. Гори і надра, північ і південь, Пальми і кедри покаже вам Кук. |

## Інтернет-ресурси
- http://www.peoples.ru/undertake/tourism/cook/index.html